# Casino Boomtown Nueva Orleans
El Casino Boomtown Nueva Orleans (en inglés: Boomtown Casino New Orleans)  es un casino flotante que se encuentra en la ribera occidental del distrito de Jefferson en Harvey, Luisiana, Estados Unidos. Está en sitio de unos  54 acres (220.000 m²) . Boomtown es propiedad de Pinnacle Entertainment. Se trata del mayor casino en un barco en el sudeste de Luisiana desde la adquisición de las barcas del River City Casino (Nueva Orleans) en 1998, cuenta con más de 1.500 máquinas tragamonedas y juegos de video poker, 30 mesas de juego en el primer piso, y está abierto 24 horas del día.